# Миранде, Йон
Йон Миранде Айпасоро (баск. Jon Mirande Aiphasoro), имя при рождении Жан Миранде (фр. Jean Mirande; 11 октября 1925, Париж — 28 декабря 1972, Париж) — баскский писатель (прозаик и поэт), переводчик. Кроме баскского, писал на бретонском, французском и корнском языках, а также на языке эрроминчела.

## Биография
Родился 11 октября 1925 года в семье Пьера Миранде Эчебара (1887—1967) и Мари Айпасоро Арабарко (1889—1958), выходцев из провинции Суль, приехавших в Париж в поисках работы. У Миранде было две старшие сестры: Ивонна (1921—1922) и Симона (родилась в 1923). Жан был единственным в семье, кто не знал баскского языка (он начал его изучать в возрасте 20 лет у священника из Гипускоа, а также по грамматике Пиарреса Лафита).
Миранде окончил лицей Франсуа Араго и в 1944 году устроился на работу в Министерство финансов, однако не хотел строить карьеру как государственный служащий и отказывался от повышений в должности.
Во время Второй мировой войны Миранде познакомился с бретонскими нацистами, идеи которых сильно на него повлияли. Кроме того, он заинтересовался кельтскими языками и начал изучать бретонский и корнский. С 1947 года посещал бретонские поэтические клубы, а также «Языческую церковь друидов», где исполнял обязанности gutuatra (хранителя ритуалов и традиций). Стал первым не-бретонцем, принятым в Академию бретонского языка. По словам писателя Чомина Пейена, Миранде занимался культурно-политической деятельностью, поддерживая идеи нацизма, язычества и сексуальной свободы и выступая против христианства и иудаизма.
В 1945—1946 годах начал учить баскский язык и в результате возродил общение на сулетинском диалекте в своей семье. В 1948 году опубликовал своё первое произведение в журнале «Герника». В 1948 году по приглашению писателя Пиарреса Лафита участвовал в Баскском конгрессе в Биаррице, однако вскоре они прекратили общение, так как Лафит был священником и противостоял нацизму.
В 1956 году по приглашению Кольдо Мичелены принял участие в конгрессе, посвящённом стандартизации баскского языка, проходившем в Арансасу, и поддержал идею Луиса Вильясанте взять за основу классический лабурдинский диалект.
У Йона Миранде была алкогольная зависимость, а после смерти матери в 1958 году он впал в депрессию. Свою деятельность в сфере баскского языка он считал абсурдной, так как реакция на его книги и статьи была неоднозначной, а публиковать их оказывалось затруднительно. В 1967 году, после смерти отца, Миранде переехал на бульвар Даву, в дом, принадлежавший такому же государственному служащему, как и он сам. В том же году в Каракасе умер его друг, писатель Андима Ибиньягабейтия. У Миранде, оставшегося без поддержки близких, обострилась депрессия, и он был госпитализирован в психиатрическую больницу города Шатолена, а затем — в больницу Питье. Чтобы избавиться от депрессии, Миранде злоупотреблял алкоголем и снотворным.
6 января 1972 года друзья Йона Миранде, пришедшие к нему в гости, обнаружили его мёртвым. Рядом с ним нашли две бутылки виски и четыре пустые упаковки из-под барбитуратов, а также записку от любовницы, Луизы  Бленни: «Жан, я тебя никогда не забуду». Врачи датировали его смерть 28 декабря 1972 года. Причина смерти не установлена, и распространена версия самоубийства. Так, Чомин Пейен утверждал, что Миранде и ранее пытался покончить с собой по примеру писателя Анри де Монтерлана. Версии о самоубийстве придерживается и литературовед Горка Аулестия, предположивший, что Йон Миранде покончил с собой в рождественское время, чтобы выразить ненависть к Иисусу Христу.
Несмотря на религиозные взгляды Миранде, его сестра настояла на похоронах по христианскому обряду. Он был похоронен 15 января 1972 года на кладбище Тье.

## Творчество
Творчество Йона Миранде многоязычно: основным языком его произведений был баскский, однако он также писал на бретонском, французском и корнском. Кроме того, ему принадлежит одно из немногих литературных произведений на парацыганском языке эрроминчела — стихотворение Kama-goli («Песня о любви»). Помимо оригинальных произведений, Миранде переводил на баскский язык произведения немецких, английских, бретонских, ирландских, французских, испанских и нидерландских авторов, а на бретонский — произведения, написанные на иврите и нидерландском.
Миранде в своих произведениях затрагивал темы, которые до него не были характерны для баскской литературы: педофилия, инцест, самоубийство. Эти темы ярко проявились в его единственном романе «Крестница», который был написан в 1959 году на лабурдинском диалекте баскского языка, затем переведён на бискайский диалект и опубликован в 1970 году. Главный герой романа — тридцатилетний мужчина, не названный по имени, нигде не работающий и зависимый от алкоголя. Расставшись с невестой из-за ненависти к её лицемерию, он вступает в интимную связь со своей осиротевшей одиннадцатилетней крестницей Терезой и порывает с семьёй и обществом. Миранде склонен к идеализации Терезы и описывает её с большим одухотворением. При этом описание даётся от лица рассказчика, не знающего истинных мыслей Терезы, а лишь наблюдающего за её поведением и привычками. Чомин Пейен трактует образ главного героя как отражение самого автора, а образ Терезы — как символ Страны Басков.
Роман «Крестница» зачастую сравнивают с «Лолитой» Владимира Набокова, однако известно, что Йон Миранде не был знаком с этим произведением.
Писатель Бернардо Ачага охарактеризовал этот роман как «неприемлемую, но хорошую литературу».
Хоше Асурменди пишет о взглядах и творчестве Йона Миранде следующим образом:
Почему он очаровывает нас, как немногие в баскской литературе, и почему он до сих пор заставляет нас чувствовать себя неловко? <...> Проблемность Миранде представляется баскскому обществу двоякой: на этическом уровне — его безнравственность, как личная, так и выражаемая через произведения; на политическом уровне — то, что он был фашистом и расистом. (Можно также добавить религиозный уровень: он считал, что баски должны отказаться от христианства и вернуться к язычеству).
В 2020 году Элена Сетьен, Шабьер Эркисия и группа Grande Days представили музыкальный альбом Mirande, состоящий из шести песен на стихи Йона Миранде: Igelak, Zergatik, Maitarzun, Eder bati, Eresi и Jauregi hotzean.